# Cantonul Dammartin-en-Goële
Cantonul Dammartin-en-Goële este un canton din arondismentul Meaux, departamentul Seine-et-Marne, regiunea Île-de-France , Franța.

## Comune
- Cuisy
- Dammartin-en-Goële (reședință)
- Forfry
- Gesvres-le-Chapitre
- Juilly
- Longperrier
- Marchémoret
- Mauregard
- Le Mesnil-Amelot
- Montgé-en-Goële
- Monthyon
- Moussy-le-Neuf
- Moussy-le-Vieux
- Oissery
- Othis
- Le Plessis-l'Évêque
- Rouvres
- Saint-Mard
- Saint-Pathus
- Saint-Soupplets
- Thieux
- Villeneuve-sous-Dammartin
- Vinantes